# Sapignicourt
Sapignicourt est une commune française, située dans le département de la Marne en région Grand Est.

## Géographie

### Localisation
Sapignicourt se trouve au sud-est du département de la Marne, en région Grand Est, à la limite avec le département de la Haute-Marne. La commune appartient à la région agricole du Perthois.
La commune de Sapignicourt s'étend sur une superficie de 482 hectares. Sur son territoire, l'altitude varie peu, entre 120 et 128 mètres. Le village est situé entre la Marne, qui l'arrose au sud, et le canal entre Champagne et Bourgogne, qui passe immédiatement au nord de son territoire sur la commune de Perthes.
Par la route, Sapignicourt se situe à 53 km de Châlons-en-Champagne, préfecture de la Marne, à 34 km de Bar-le-Duc, préfecture de la Meuse, à 22 km de Vitry-le-François, sa sous-préfecture de rattachement, à 11 km de Saint-Dizier, principale ville de la Haute-Marne, et à 27 km de Sermaize-les-Bains, bureau centralisateur du canton de Sermaize-les-Bains dont dépend Sapignicourt depuis 2015. La commune fait en outre partie du bassin de vie de Saint-Dizier.
Sapignicourt est limitrophe de 4 communes :
|            | Perthes Haute-Marne |                           |
|            | Sapignicourt        | Hallignicourt Haute-Marne |
| Hauteville |                     | Ambrières                 |

### Hydrographie
La commune est dans la région hydrographique « la Seine de sa source au confluent de l'Oise (exclu) » au sein du bassin Seine-Normandie. Elle est drainée par la Marne, la Fossé de Charles Quint, la rigole de Prise d'Eau de Sapignicourt et le cours d'eau 01 des Grands Saules,.
La Marne prend sa source sur le plateau de Langres, dans la commune de Saints-Geosmes (Haute-Marne) et se jette dans la Seine entre Charenton-le-Pont et Alfortville (Val-de-Marne) dans le quartier de Conflans-l'Archevêque. 
Le Fossé de Charles Quint, d'une longueur de 15 km, prend sa source dans la commune de Bettancourt-la-Ferrée et se jette dans la Marne sur la commune, après avoir traversé six communes. 
Trois plans d'eau complètent le réseau hydrographique : la sablière 1 de la Cornée, d'une superficie totale de 1,2 ha (0 ha sur la commune), la sablière 2 de la Cornée, d'une superficie totale de 1,1 ha (0,3 ha sur la commune) et la station de pompage de la commune de Sapignicourt, d'une superficie totale de 11,5 ha (11,3 ha sur la commune),.

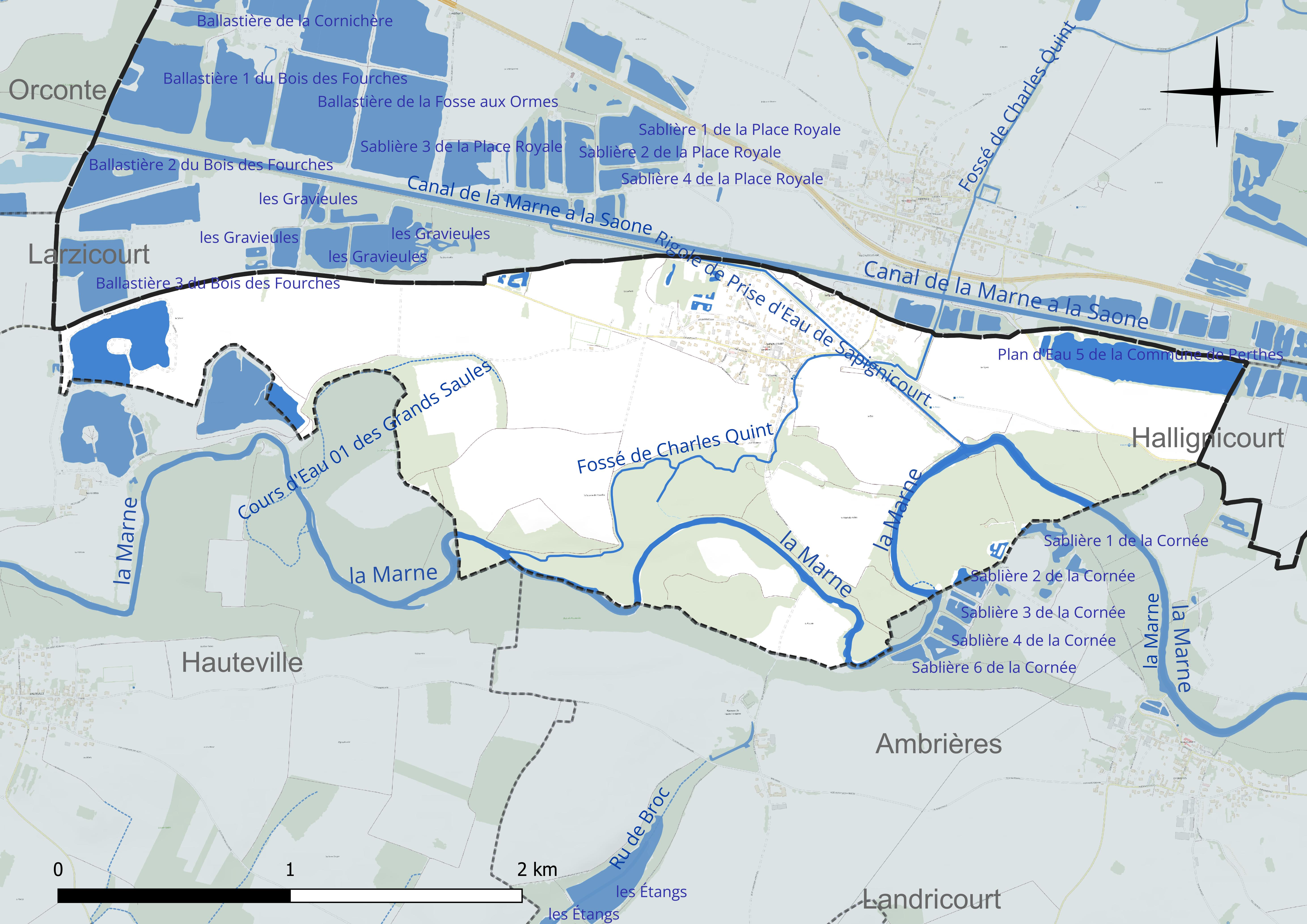
Réseau hydrographique de Sapignicourt.

### Climat
Pour des articles plus généraux, voir Climat du Grand Est et Climat de la Marne.
En 2010, le climat de la commune est de type climat des marges montargnardes, selon une étude du Centre national de la recherche scientifique s'appuyant sur une série de données couvrant la période 1971-2000. En 2020, Météo-France publie une typologie des climats de la France métropolitaine dans laquelle la commune est exposée à un climat océanique altéré et est dans la région climatique  Lorraine, plateau de Langres, Morvan, caractérisée par un hiver rude (1,5 °C), des vents modérés et des brouillards fréquents en automne et hiver. 
Pour la période 1971-2000, la température annuelle moyenne est de 10,4 °C, avec une amplitude thermique annuelle de 16 °C. Le cumul annuel moyen de précipitations est de 843 mm, avec 12,5 jours de précipitations en janvier et 8,8 jours en juillet. Pour la période 1991-2020, la température moyenne annuelle observée sur la station météorologique de Météo-France la plus proche, « Saint-Dizier », sur la commune de Saint-Dizier à 10 km à vol d'oiseau, est de 11,6 °C et le cumul annuel moyen de précipitations est de 794,5 mm. 
La température maximale relevée sur cette station est de 41,4 °C, atteinte le 25 juillet 2019 ; la température minimale est de −22,5 °C, atteinte le 14 février 1956,,. 
Les paramètres climatiques de la commune ont été estimés pour le milieu du siècle (2041-2070) selon différents scénarios d'émission de gaz à effet de serre à partir des nouvelles projections climatiques de référence DRIAS-2020. Ils sont consultables sur un site dédié publié par Météo-France en novembre 2022.

## Urbanisme

### Typologie
Au 1er janvier 2024, Sapignicourt est catégorisée commune rurale à habitat dispersé, selon la nouvelle grille communale de densité à sept niveaux définie par l'Insee en 2022.
Elle est située hors unité urbaine. Par ailleurs la commune fait partie de l'aire d'attraction de Saint-Dizier, dont elle est une commune de la couronne,. Cette aire, qui regroupe 72 communes, est catégorisée dans les aires de 50 000 à moins de 200 000 habitants,.

### Occupation des sols
L'occupation des sols de la commune, telle qu'elle ressort de la base de données européenne d’occupation biophysique des sols Corine Land Cover (CLC), est marquée par l'importance des territoires agricoles (56,7 % en 2018), en diminution par rapport à 1990 (58,5 %). La répartition détaillée en 2018 est la suivante : 
terres arables (46,7 %), forêts (16,8 %), milieux à végétation arbustive et/ou herbacée (11,3 %), zones agricoles hétérogènes (10 %), zones urbanisées (7,8 %), eaux continentales (7,4 %). L'évolution de l’occupation des sols de la commune et de ses infrastructures peut être observée sur les différentes représentations cartographiques du territoire : la carte de Cassini (XVIIIe siècle), la carte d'état-major (1820-1866) et les cartes ou photos aériennes de l'IGN pour la période actuelle (1950 à aujourd'hui).

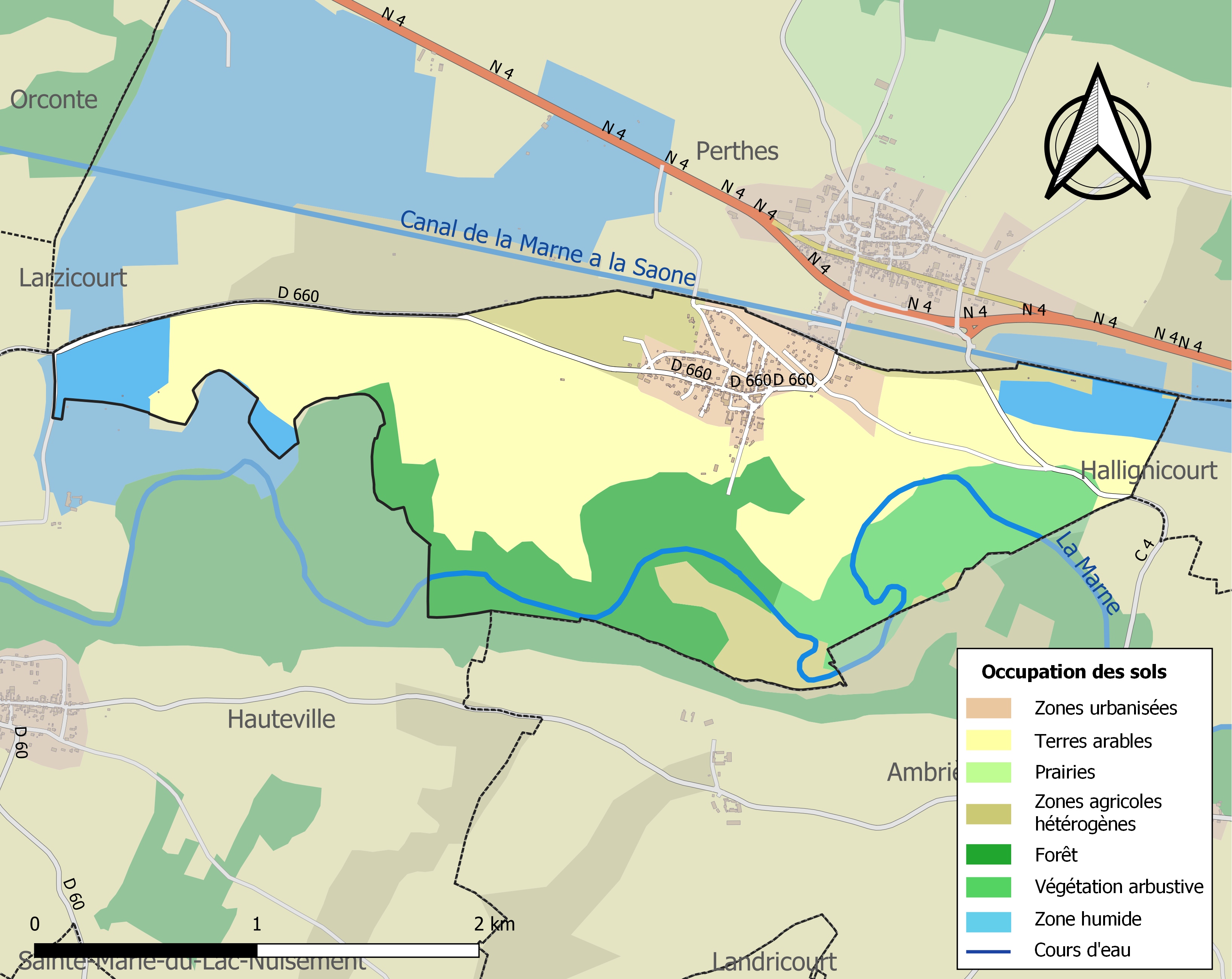
Carte des infrastructures et de l'occupation des sols de la commune en 2018 (CLC).

## Toponymie
Le nom de la localité est attesté sous les formes Sapinei Curtis (1107) ; Sapignecurtis, Sapigneicurtis (1152) ; Sapignecurt (1174) ; Sapignicort (1238) ; Sapignicourt (vers 1300) ; Sapigneicourt, Sapignecourt (1303) ; Sapignicuria (1373) ; Sappignicuria (1397) ; Sapignycuria (1401) ; Sappignicourt (1462).

## Politique et administration

### Intercommunalité
La commune, antérieurement membre de la communauté de communes du Bocage champenois, l'a quittée le 1er janvier 2013 pour rejoindre la communauté de communes de Saint-Dizier, Der et Blaise, transformée le 1er janvier 2014 en communauté d'agglomération.

### Liste des maires
| Période                                  | Période                      | Identité            | Étiquette | Qualité                        |
| ---------------------------------------- | ---------------------------- | ------------------- | --------- | ------------------------------ |
| Les données manquantes sont à compléter. |                              |                     |           |                                |
| avant 1877                               | après 1879                   | Loisy               |           |                                |
| mars 1977                                | 1983                         | François Bonneville |           |                                |
| mars 1983                                | juin 1995                    | Jean-Luc Desanlis   |           |                                |
| juin 1995                                | En cours (au 4 juillet 2014) | Alain Simon         |           | Réélu pour le mandat 2014-2020 |

## Démographie
L'évolution du nombre d'habitants est connue à travers les recensements de la population effectués dans la commune depuis 1793. Pour les communes de moins de 10 000 habitants, une enquête de recensement portant sur toute la population est réalisée tous les cinq ans, les populations de référence des années intermédiaires étant quant à elles estimées par interpolation ou extrapolation. Pour la commune, le premier recensement exhaustif entrant dans le cadre du nouveau dispositif a été réalisé en 2007.

En 2022, la commune comptait 387 habitants, en évolution de −3,97 % par rapport à 2016 (Marne : −1,19 %, France hors Mayotte : +2,11 %).
| 1793 | 1800 | 1806 | 1821 | 1831 | 1836 | 1841 | 1846 | 1851 |
| ---- | ---- | ---- | ---- | ---- | ---- | ---- | ---- | ---- |
| 163  | 182  | 157  | 189  | 262  | 246  | 242  | 263  | 272  |

| 1856 | 1861 | 1866 | 1872 | 1876 | 1881 | 1886 | 1891 | 1896 |
| ---- | ---- | ---- | ---- | ---- | ---- | ---- | ---- | ---- |
| 289  | 292  | 272  | 238  | 203  | 201  | 215  | 220  | 186  |

| 1901 | 1906 | 1911 | 1921 | 1926 | 1931 | 1936 | 1946 | 1954 |
| ---- | ---- | ---- | ---- | ---- | ---- | ---- | ---- | ---- |
| 173  | 202  | 157  | 131  | 130  | 142  | 153  | 154  | 178  |

| 1962 | 1968 | 1975 | 1982 | 1990 | 1999 | 2006 | 2007 | 2012 |
| ---- | ---- | ---- | ---- | ---- | ---- | ---- | ---- | ---- |
| 203  | 222  | 198  | 279  | 343  | 322  | 340  | 345  | 380  |

| 2017 | 2022 | - | - | - | - | - | - | - |
| ---- | ---- | - | - | - | - | - | - | - |
| 410  | 387  | - | - | - | - | - | - | - |

## Culture locale et patrimoine

### Lieux et monuments

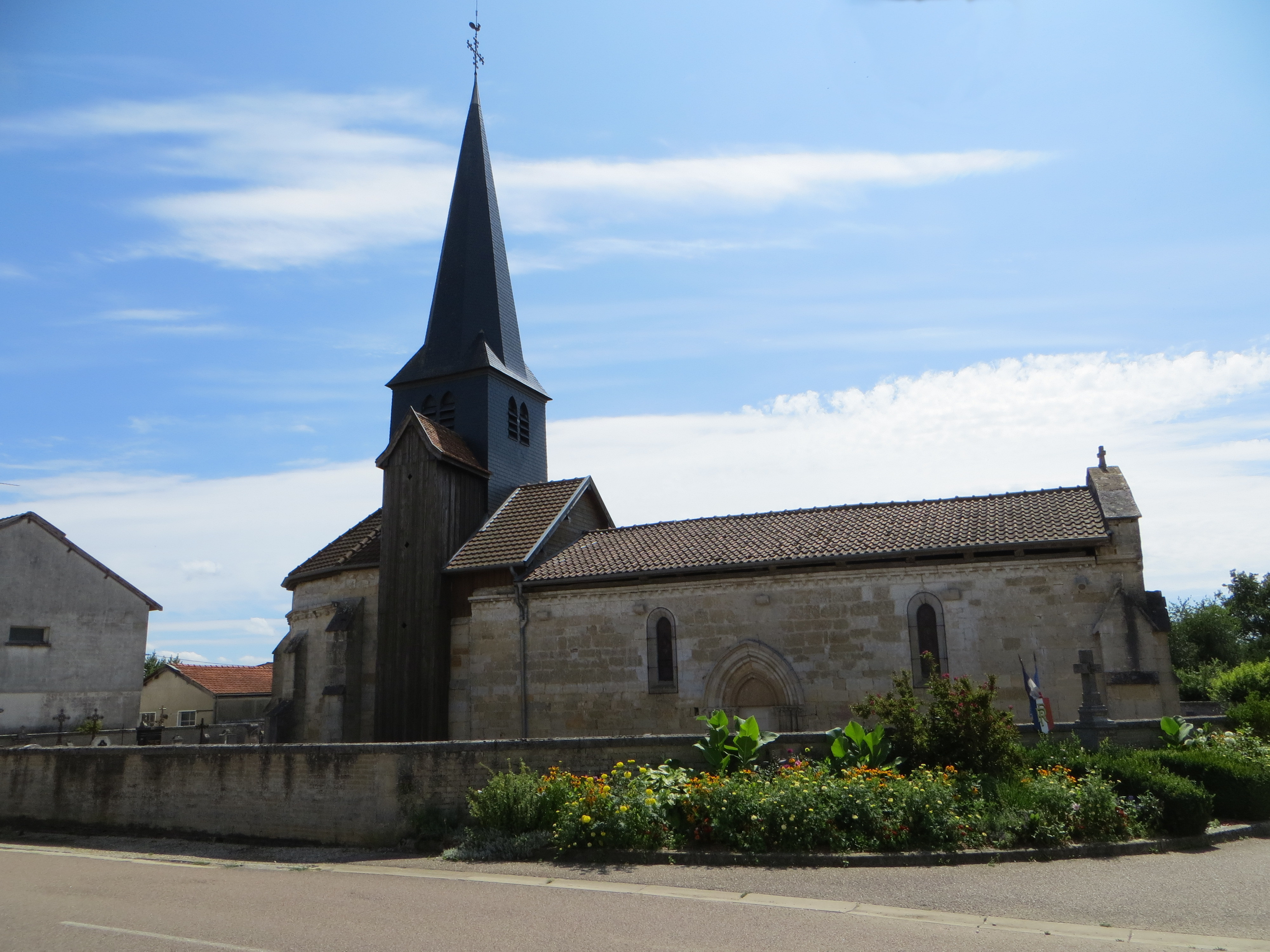
Église Saint-Alpin

- Église dédiée à saint Alpin, du début du XIIIe siècle. Dans la nef, peinture murale : saint Paul.

### Personnalités liées à la commune
José Meiffret, l'homme le plus rapide de France à bicyclette derrière une voiture, à la moyenne de 204,778 km/h, le 12 juillet 1962 à Fribourg-en-Brisgau (Allemagne).